# Cerro Negro de Calasparra
Der Cerro Negro de Calasparra ist ein kleiner, abgeflachter, kegelförmiger Vulkan des Messiniums, der in Mergel des oberen Miozäns aufdrang. Der jetzt hornförmige, in Nord-Süd-Richtung 400 Meter lange und 225 Meter breite vulkanische Überrest liegt bei Benefudre an der C-3314 nach Paradores, rund 2 Kilometer nordwestlich von Calasparra (Provinz Murcia). Er besitzt einen Krater von 80 Meter Durchmesser. Der ihn aufbauende Jumillit bzw. Cancalit  gehört zu den Lamproiten der Südostiberischen Vulkanprovinz. Das Innere des Vulkans zeigt wunderschöne säulige Absonderung des Lavagesteins.

## Geologie
Die Intrusion des Cerro Negro de Calasparra war in unmittelbarer Nähe der rechtsverschiebenden Socovos-Verwerfung erfolgt, an der noch mehrere Lamproitgänge aufgereiht sind und die den Aufstieg des Magmas ermöglicht haben dürfte. Diese N 120 streichende Seitenverschiebung mit einem Versatz von 60 Kilometer ist eine sehr tiefgehende Struktur im Präbetikum, an der neben den Lamproiten auch Diapire der Trias sowie eine Vererzung an Kupfer und Zink zu verzeichnen sind.
Generell hat die Intrusion die Wirtsgesteine aufgebeult, so dass sie in unmittelbarer Nähe mit 30° vom Zentrum weg einfallen. Im Süden macht sich bereits der Einfluss der Socovos-Verwerfung bemerkbar, der Einfallswinkel steigt und es sind sogar N 120 streichende, steilstehende Aufschiebungen zu beobachten. Vulkanische Agglomerate wurden hierdurch synklinal verschleppt und zeigen sogar überkippte Lagerungsverhältnisse.

## Beschreibung
Die Erstbeschreibung des Cerro Negro de Calasparra – zu deutsch Schwarzer Hügel von Calasparra, in Anspielung an die dunkelgraue bis schwärzliche Färbung des kompakten, rötlich verwitternden  Gesteins – erfolgte im Jahr 1929 durch Fallot und Jérémine. Fallot deutete später (1945) die Struktur als Lavastrom. Erst 1966 erkannten Fúster und Sagredo, dass ein zentraler, intrusiver Sporn von pyroklastischen Brekzien umringt wurde.
Da der Cerro Negro wegen seines resistenten Materials insbesondere für den Straßenbau abgebaut wurde, kann jetzt sein Inneres gut eingesehen werden. Deutlich erkennbar der Tuffring, der rund 20 Meter über das Basisniveau aufragt und dessen Schichtung mit 18 bis 24° nach außen einfällt. Im Liegenden setzt er sich aus gelblichen, massiven Lapillituffen zusammen, welche nur schlecht geschichtet und sortiert sind. Die Lapilli bestehen in der Mehrzahl aus juvenilen, eckigen oder abgerundeten, ausgebuchteten, generell recht blasenarmen Lamproitklasten. Als Wirtsgesteinseinschlüsse fungieren miozäne Tonsteine und Siltsteine des internen Präbetikums. Die Einschlüsse zeigen metasomatische Veränderungen im Kontaktbereich. Im Hangenden erscheinen 8 bis 10 Meter an dünnlagigen bis laminierten Feintuffen.
Der Zentralteil des Cerro Negro wird im Bereich des ehemaligen Schlots von einem zentralen Pfropfen (engl. plug) mit konzentrischer säuliger Absonderung ausgefüllt. Dieser Pfropfen überragte einst den Tuffring, wobei die Säulen im jetzt nicht mehr vorhandenen Oberteil nach oben zusammenliefen. Der erhaltene Unterteil zeigt jedoch ein umgekehrtes Einbiegen der Säulen nach unten. Eine solche aus der Abkühlung des Magmas resultierende Kluftanordnung deutet auf die einstige Knollen- bzw. Knospenform der Intrusion hin. Im Innern des zentralen Förderbereichs können an der Kontaktzone  zwischen Pfropfen und den umgebenden Vulkaniklastika mehrere Lagergänge beobachtet werden, die in die Tufflagen eindringen und diese verformen.

## Interpretation
Die vulkaniklastischen Ablagerungen des Liegenden am Cerro Negro de Calasparra weisen auf einen hochkonzentrierten pyroklastischen Dichtestrom hin, welcher aus einer in sich zusammenbrechenden phreatomagmatischen Eruptionssäule hervorging und möglicherweise mit der initialen Öffnung des Förderschlots in Verbindung gebracht werden kann. Die obere vulkaniklastische Serie dürfte aus einer relativ niedrigkonzentrierten, „nassen“ Gaswolke (Surge) entstanden sein. Die Intrusion des zentralen Pfropfens erfolgte spät, verstopfte den Schlot und entsandte Lagergänge und gangartige Intrusionen in die Vulkaniklastika des Tuffrings.
Die phreatomagmatischen Eruptionen in Calasparra waren wahrscheinlich durch die Anwesenheit eines seichten Grundwasserleiters in den miozänen Sedimenten ausgelöst worden. Der aufgeworfene Tuffring ist nicht besonders groß und wurde daher von einem begrenzten Magmenvolumen erzeugt. Nach dem Erschöpfen der Grundwasserzufuhr konnten nur noch niedrigkonzentrierte pyroklastische Dichteströme ausgestoßen werden. Schließlich verfüllte das lamproitische Magma das Kraterinnere als pfropfenartige Extrusion. Wie auch beim Cancarix-Vulkan hatte die frühe Magmenfüllung einen nur niedrigen Kristallgehalt, wohingegen die Spätförderungen reich an Kristallen waren. Durch die derart angestiegene Viskosität des Magmas konnte in der Schlussphase nur noch ein Pfropfen herausgepresst werden (als aktuelles Beispiel siehe den Whaleback-Pfropfen am Mount Saint Helens).

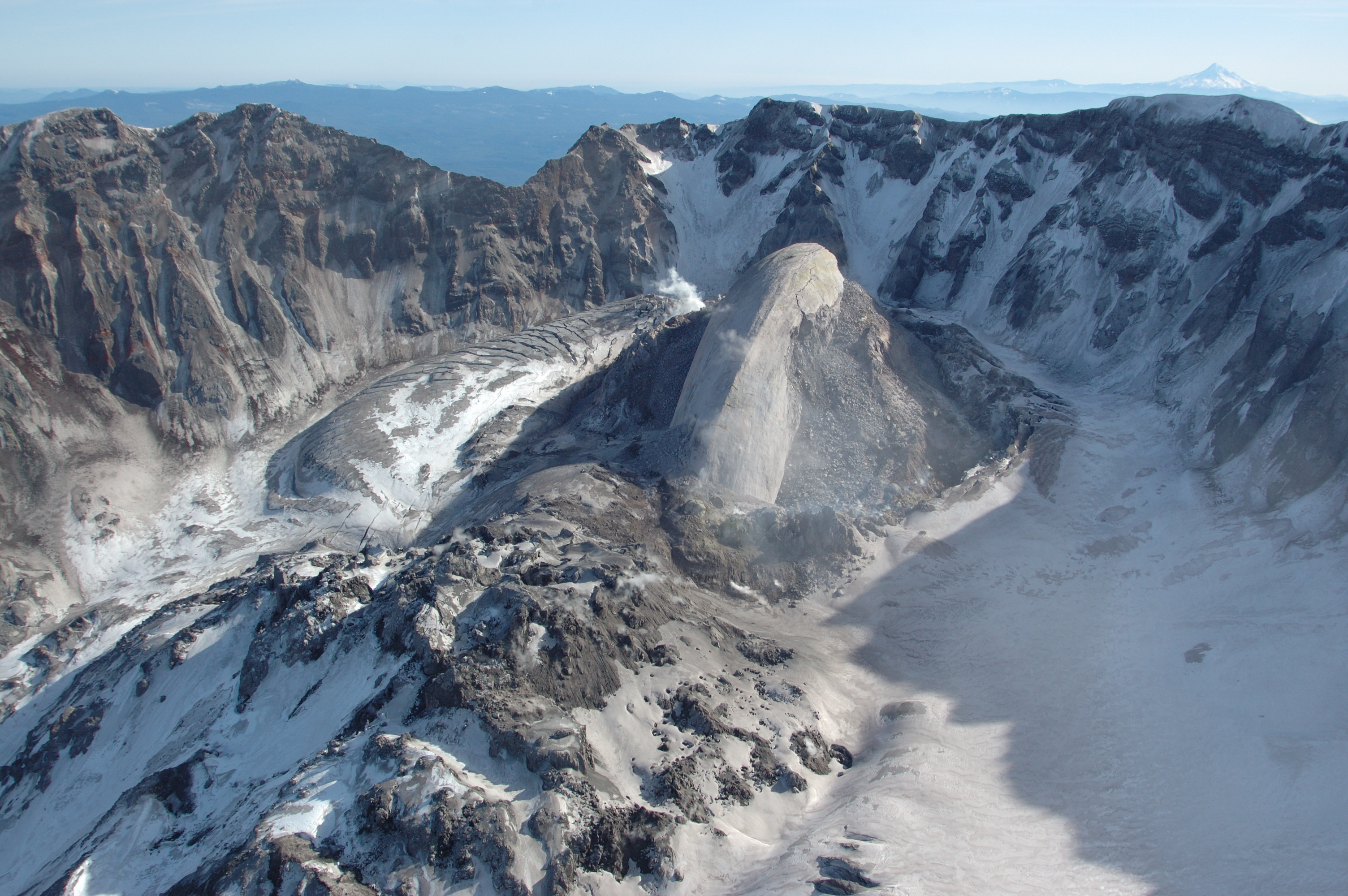
Der Whaleback am Mount St. Helens – ein Lavapfropfen von wesentlich größerer Dimension

Auch wenn der Cerro Negro eine sehr ungewöhnliche chemische Zusammensetzung besitzt, so folgt seine Entwicklung – vergleichbar mit normalen mafischen Magmen – dem Mitchell-Bergman-Modell:
- anfängliches Heraussprengen des Kraters
- Bildung phreatomagmatischer Abfolgen
- Ausströmen von Lava und/oder Pfropfenbildung im Schlot.

Während der ersten beiden Stufen kommt es zu einem enormen Verlust an flüchtigen Substanzen (Gase, Dampf), so dass in der Endphase das entgaste Magma, bedingt durch seine gestiegene Viskosität und den höheren Kristallgehalt, nur noch langsam ausfließen kann oder als hochviskoser Pfropfen im Schlot steckenbleibt.

## Petrologie und Mineralogie
Der Lamproit des Cerro Negro de Calasparra ist ein porphyrisches Vulkangestein. Es besitzt Ähnlichkeiten zum Cancalit, ist aber etwas reicher an Kalium und Eisen.
Als Phänokristalle erscheinen Olivin und Phlogopit in einer mikrokristallinen Grundmasse. In der Grundmasse befinden sich ferner Diopsid, Phlogopit, Amphibol, Apatit und Orthopyroxen. Olivin kann auch als Xenokristall vorliegen. Daneben treten blasenreiche, porphyrische Gesteinsbruchstücke mit Glasmatrix auf. In den Blasen bildete sich sekundärer Chalcedon.

## Chemische Zusammensetzung

### Haupt- und Spurenelemente
| Oxid Gew. % | Cerro Negro | Cerro Negro 72A7 | Normmineral | CIPW-Norm 72A7 | Spurenelement ppm | Cerro Negro |
| ----------- | ----------- | ---------------- | ----------- | -------------- | ----------------- | ----------- |
| SiO2        | 56,2        | 56,61            | Q           | 2,90           | Cr                | 434         |
| TiO2        | 1,64        | 1,61             | Or          | 43,37          | Ni                | 470         |
| Al2O3       | 9,5         | 7,96             | Ac          | 5,57           | Zn                | 88          |
| Fe2O3       | 5,3 (tot)   | 2,12             | Ks          | 3,08           | Rb                | 737         |
| FeO         |             | 3,13             | Di          | 5,29           | Sr                | 558         |
| MnO         | 0,07        | 0,08             | En          | 28,87          | Zr                | 849         |
| MgO         | 12,0        | 12,45            | Fs          | 2,85           | Ba                | 1883        |
| CaO         | 2,69        | 2,97             | Mt          | 0,28           | Ce                | 263         |
| Na2O        | 0,78        | 0,75             | Ilm         | 3,05           | Nd                | 173         |
| K2O         | 9,9         | 9,21             | Ap          | 2,92           | Sm                | 33          |
| P2O5        | 1,12        | 1,23             |             |                | Hf                | 23,6        |
| LOI         | 0,87        | 2,50             |             |                | Th                | 108         |
| K/Na        | 30,03       | 8,08             |             |                |                   |             |
| K/Al        | 1,13        | 1,25             |             |                |                   |             |
| (Na + K)/Al | 1,17        | 1,41             |             |                |                   |             |

Quelle für Analyse 72A7: Wagner, C. und Velde, D. (1986)
Die vorliegende Gesteinsanalysen zeigen ein extrem ultrapotassisches (K/Na>>3), intermediäres Alkaligestein mit peralkalischem Charakter (da (Na+K)/Al>1). Es wird durch sehr hohe Gehalte an MgO und K2O gekennzeichnet, wohingegen Na2O deutlich abgereichert ist.
Der normative Quarzgehalt (Q) lässt eine Siliciumsättigung erkennen. Die Normminerale Akmit (Ac) und Kaliummetasilikat (Ks) unterstreichen den peralkalischen Charakter des Gesteins.
Bei den Spurenelementen sind wie bei allen Lamproiten die inkompatiblen Elemente angereichert, insbesondere unter den LILE Rubidium, aber auch die HFSE Thorium, Cerium, Zirconium, Hafnium sowie die Seltenen Erden Neodym und Samarium. Sehr hohe Konzentrationen finden sich außerdem beim sechsfach koordinierten Nickel.
Die ursprüngliche Ansprache des Gesteins als Jumillit durch Fallot und Jérémine kann nicht aufrechterhalten werden, da Jumillit als mafisches Gestein einen wesentlich niedrigeren SiO2-Gehalt aufweist. Es besitzt vielmehr sehr große Ähnlichkeiten mit Cancalit, mit dem es chemisch nahezu übereinstimmt (Ausnahme: niedrige Chrom-Werte). Die Anwesenheit von Orthopyroxen (Enstatit) legt dieselbe Schlussfolgerung nahe, da Orthopyroxen für Cancalit essentiell ist.

## Datierung
Eine von Pérez-Valera und Kollegen im Jahr 2013 vorgenommene Datierung mittels der Ar-Ar-Methode erbrachte ein Alter von 7,1 Millionen Jahre BP. Die Intrusion erfolgte somit zu Beginn des Messiniums.